# Sinocyclocheilus longicornus
Sinocyclocheilus longicornus — вид прісноводних риб родини коропових. Описаний у 2023 році.

## Назва
Видова назва longicornus перекладається як «довгорогий» і вказує на довгий наріст над головою.

## Поширення
Ендемік Китаю. Поширений у басейні річки Сіцзян у місті Паньчжоу провінції Ґуйчжоу на півдні країни.

## Опис
Вирізняється від інших видів роду за такою комбінацією ознак: має одну, відносно довгу рогоподібну структуру на потилиці; тіло без луски, тіло без пігментації; зменшені очі; пори бічної лінії 38–49; добре розвинені зяброві граблі; кінчик променів тазового плавця не досягає анального отвору, коли промені тазового плавця простягаються назад.